# Карлсруэ (административный округ)
Карлсруэ (нем. Karlsruhe) — один из четырёх административных округов (нем. Regierungsbezirk) земли Баден-Вюртемберга в Германии. Образован 31 декабря 1972 года.
Занимает северо-западную часть Баден-Вюртемберга.
Центр находится в городе Карлсруэ.
Включает три региона, состоящих из 7 районов и 5 свободных городов:
- регион-метрополис Рейн-Неккар
  - город Мангейм (MA)
  - город Гейдельберг (HD)
  - район Неккар-Оденвальд (MOS)
  - район Рейн-Неккар (HD)
- регион Средний Верхний Рейн
  - город Баден-Баден (BAD)
  - город Карлсруэ (KA)
  - район Карлсруэ (KA)
  - район Раштат (RA)
- регион Северный Шварцвальд
  - город Пфорцхайм (PF)
  - район Кальв (CW)
  - район Энц (PF)
  - район Фройденштадт (FDS)